# Adolf Suter (Radsportler)
Adolf Suter (* 2. Februar 1932 in Zürich; † 23. Februar 2008 ebenda) war ein Schweizer Radrennfahrer.

## Sportliche Laufbahn
Suter war im Bahnradsport und im Strassenradsport aktiv. Mit dem Radsport begann er 1952. Von 1953 bis 1962 war er Unabhängiger und Berufsfahrer. 1958 wurde er hinter Oscar Plattner Schweizer Vizemeister im Sprint der Profis. Den dritten Rang in der Sprintmeisterschaft belegte er 1957, 1960 und 1961. 1958, 1959, 1961 und 1962 siegte er im Grossen Sprinterpreis von Basel. 1959 und 1961 war er im Grand Prix Carl Senn erfolgreich. Von 1959 bis 1961 startete er bei den Bahnradsport-Weltmeisterschaften im Sprint. 1962 trat er nach den Schweizer Meisterschaften im Bahnradsport vom aktiven Sport zurück. Auf der Strasse blieb er ohne Erfolge.